# Jean-Pons-Guillaume Viennet

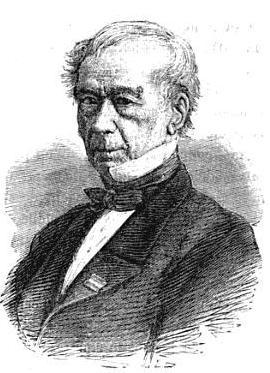
Jean-Pons-Guillaume Viennet

Jean-Pons-Guillaume Viennet (18 de noviembre de 1777 - 10 de julio de 1868) fue un político, militar, escritor y poeta francés, nacido en Béziers y fallecido en Val-Saint-Germain. Fue miembro de la Academia Francesa a la que fue elegido en 1830 para el asiento número 22.

## Datos biográficos

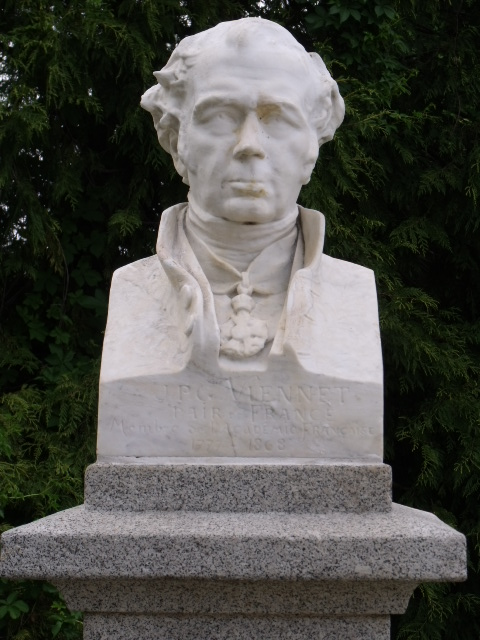
Busto en el jardín de los poetas en Béziers.

Fue hijo del miembro de la Convención Nacional, Jacques Joseph Viennet, y sobrino del sacerdote Louis Esprit Viennet, quien fue durante cuatro años cura en la iglesia de Saint Merri en París, y quien en 1790 prestó juramento a la constitución civil de los clérigos.
Viennet tuvo una larga carrera, militar primero, de hombre público, después, y finalmente de escritor dramático y de poeta. Pudo transitar a lo largo de revoluciones políticas, de guerras literarias y su vida estuvo llena de peripecias y de incidentes de toda laya. Tuvo la capacidad de sobresalir bajo diversos poderes, aun en medio de la mayor impopularidad. Llegó a decir que « He contado hasta quinientos epigramas escritos en contra mía. Cuanto personaje escapado de cualquier escuela que entraba a no importa cual folletín ha creído que era su deber patearme. » Su nombre sirvió de "chivo expiatorio" a los republicanos y también a los románticos; pero Viennet supo sobrevivir y vengarse de sus enemigos.
Estudió en Béziers y aunque fue orientado por su familia a la vida eclesiástica, él prefirió, teniendo 19 años de edad, emprender la carrera de las armas sirviendo en la artillería de la marina. En su primera campaña bélica fue hecho prisionero por los británicos y durante siete meses permaneció como tal en un barco inglés. La poesía le acompañó en este trance temprano de su carrera, recobrando la libertad cuando se dio un intercambio de prisioneros, después del cual se reintegró a su cuerpo de origen.
En 1812 se trasladó a París y escribió entonces intensamente ganando algunas preseas. Intentó que se representara su oblra Clovis en la Comedia Francesa, cuando recibió la orden de reincorporarse a su regimiento que se dirigió a la campaña de Saxe (1813), en la que participó como capitán de su tropa. Asistió a la Batalla de Lutzen y a la de Bautzen, por cuya acción fue condecorado por el propio emperador. Después de ello participó en la Batalla de Leipzig, que fue desastrosa y en la que fue hecho prisionero, no regresando a Francia sino hasta la restauración borbónica.
Fue nombrado ayuda de campo del general de Montélégier, él mismo ayuda de campo del duque de Berry. Poco después por las vicisitudes de las circunsatncias se quedó sin su empleo militar y emprendió sus tareas como periodista.
Colaboró entonces como redactor en el periódico l'Aristarque, en el Journal de Paris, y en el Constitutionnel, hasta que fue finalmente admitido gracias a Gouvion Saint-Cyr, en el cuerpo real del estado mayor. De esta época datan sus conocidas Epístolas (Épîtres).
El 17 de julio de 1820, entregó a la Academia de Música una ópera en un acto, Aspasie et Périclès, con música de Joseph Daussoigne. Poco después el 19 de octubre, su tragedia Clovis fue inaugurada en el Teatro Francés con éxito. Escribió otras obras teatrales, sobre todo tragedias, que no corrieron la misma suerte que su Clovis y no fueron representadas.
En abril de 1828, fue elegido diputado por el segunda región electoral del Hérault (Béziers). Formó parte entonces de la oposición parlamentaria que desembocó en la revolución de 1830. Fue después reelecto y contribuyó al establecimiento de la denominada monarquía de julio, siendo él quien leyó al pueblo en el Hôtel de Ville de París, el 31 de julio de ese año, la postulación del duque de Orléans, último rey de Francia.
Luis Felipe rey restituyó a Viennet su grado de comandante de batallón que había perdido. Fue reelecto diputado en 1831 y participó en la Asamblea con la mayoría. Ahí, por sus posturas anti republicanas fue sujeto de todo género de ataques y víctima del sarcasmo y de la denigración populares. 
Fue elegido miembro de la Academia Francesa el 18 de noviembre de 1830 para el asiento número 22.
Amigo personal del rey, este lo elevó al rango de par de Francia (la Cámara de los Pares fue el antecedente del Senado en Francia) en noviembre de 1839. La revolución de febrero de 1848 motivó que su influencia y éxito político se derrumbaran perdiendo su banca en el palacio de Luxembourg y su lugar privilegiado en la política militante.

### Masonería

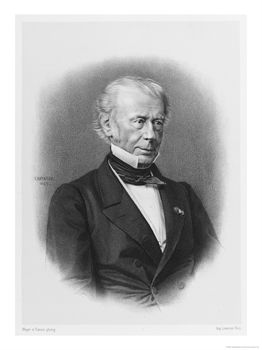
Viennet.

Fue dignatario de la franco-masonería del rito escocés llegando a ser el « Très Puissant Souverain Grand Commandeur » del « Supremo Consejo de Francia ».
Continuó sus trabajos literarios durante toda su vida. Murió en Val-Saint-Germain, cerca de Dourdan, a los 90 años de edad. Se encuentra inhumado junto con su esposa en el Cementerio Père Lachaise detrás de la capilla del  duque de Morny.

## Obra principal
- Aspasia y Pericles, ópera en 1 acto, música de Joseph Daussoigne, París, Academia Real de Música, 17 de julio de 1820 ;
- Clovis, tragedia en 5 actos, París, Théâtre Français, 19 de octubre de 1820 ;
- Promenade philosophique au cimetière du Père-Lachaise (1824) ;
- Le Siège de Damas, poema en 5 cantos, precedido de un prefacio sobre los clásicos y los románticos (1825) ;
- Sigismond de Bourgogne, tragedia en 5 actos, París, 10 septembre 1825 ;
- Sédim, ou les Nègres, poema en 3 cantos (1826) ;
- la Tour de Montlhéry, histoire du s. XII, novela (1833, 3 vol.);
- Le Château Saint-Ange, novela (1834, 2 vol.) ;
- Les Serments, comedia en 3 actos y en verso, París, Théâtre-Français, 16 février 1839 ;
- Fables (1843) ;
- Michel Brémond, drama en 5 actos, en verso, París, théâtre de la Porte-Saint-Martin, 7 mars 1846 ;
- Épîtres et satires, suivies d'un Précis historique sur la satire chez tous les peuples (1847) ;
- La Course à l'héritage, comedia en 5 actos en verso, París, second Théâtre-Français (Odéon), 29 avril 1847 ;
- Les chêne et ses commensaux, fábula (1849) ;
- L'0s à ronger (1849) ;
- La Jeune tante, comedia en 3 actos en verso (1854) ;
- Arbogaste, tragedia sobre Arbogastes (general romano) en 5 actos (1859) ;
- Richelieu, drama en 5 actos en prosa (1859) ;
- Selma, drama en 1 acto, en verso, París, théâtre de l'Odéon, 14 de mayo de 1859 ;
- La Franciade, poema en 10 cantos (1863) ;
- Histoire de la puissance pontificale (1866, 2 vol.), dirigida contra el poder temporal de los papas;
- Souvenirs de la vie militaire de Jean Pons Guillaume Viennet, de l'Académie française (1777-1819), prefacios y anotaciones de MM. Albert Depréaux y Pierre Jourda (1929) ;
- Journal de Viennet, pair de France, témoin de trois règnes, 1817-1848. prefacio y epílogo por el duque de La Force (1955).

| Predecesor: Louis Philippe de Ségur | Miembro de la Academia Francesa (asiento número 22) 1830 -1868 | Sucesor: Joseph d'Haussonville |